# Heartbeat (Can-linn)
Heartbeat (dall'inglese: battito del cuore) è un singolo del gruppo musicale irlandese Can-linn in collaborazione con la cantante irlandese Kasey Smith pubblicato il 21 febbraio 2014.
È stato scritto in lingua inglese da Jonas Gladnikoff, Rasmus Palmgren e Patrizia Helander, ed è stato composto dagli stessi parolieri con Hazel Kaneswaran.
Il brano ha rappresentato l'Irlanda all'Eurovision Song Contest 2014, classificandosi al 12º posto e non qualificandosi per la finale dell'evento.

## Video musicale
Il video musicale è stato pubblicato sul canale ufficiale YouTube dell'Eurovision Song Contest il 5 marzo 2014.